# Карлос Чаваррія
Карлос Альберто Чаваррія Родрігес (ісп. Carlos Alberto Chavarría Rodriguez, нар. 2 травня 1994, Естелі, Нікарагуа) — нікарагуанський футболіст, нападник національної збірної Нікарагуа та клубу «Реал Естелі».

## Клубна кар'єра
У дорослому футболі дебютував 2012 року виступами за команду клубу «Реал Естелі», в якій провів чотири сезони, взявши участь у 95 матчах чемпіонату. Більшість часу, проведеного у складі «Реал Естелі», був основним гравцем атакувальної ланки команди.
Своєю грою за цю команду привернув увагу представників тренерського штабу іспанського нижчолігового «Алькобендас», до складу якого приєднався 2016 року.
Проте вже 2017 року повернувся на батьківщину, знову ставши гравцем «Реал Естелі».

## Виступи за збірну
2013 року дебютував в офіційних матчах у складі національної збірної Нікарагуа.
У складі збірної був учасником розіграшу Золотого кубка КОНКАКАФ 2017 року в США.